# استیسی کیبلر
استیسی کیبلر (انگلیسی: Stacy Keibler؛ زادهٔ ۱۴ اکتبر ۱۹۷۹) یک مانکن، کشتی‌گیر حرفه‌ای، هنرپیشه و هنرمندِ رقص اهل ایالات متحده آمریکا است. وی از سال ۱۹۹۸ میلادی تاکنون مشغول فعالیت بوده‌است.
از فیلم‌ها یا مجموعه‌های تلویزیونی که وی در آن‌ها نقش داشته‌است می‌توان به آشنایی با مادر، چاک، پیکر و ایالت کوهستان آبی اشاره نمود.